# Pasir Lor
Pasir Lor is een bestuurslaag in het regentschap Banyumas van de provincie Midden-Java, Indonesië. Pasir Lor telt 3590 inwoners (volkstelling 2010).